# Loukás Venetoúlias
Loukás Venetoúlias (grec moderne : Λουκάς Βενετούλιας ; Thessalonique, 1930 - 1984) est un peintre grec.

## Biographie
Loukás Venetoúlias naît à Thessalonique, en Grèce, en 1930, où il suit ses premiers cours de peinture auprès de Níkos Gavriíl Pentzíkis. Initialement étudiant en médecine, qu'il abandonne par la suite, il étudie entre 1954 et 1958 à l'École des beaux-arts d'Athènes auprès des professeurs Giánnis Móralis et Spýros Papaloukás,. Sa première exposition individuelle a lieu en 1964. Il organise plus de dix expositions individuelles à Thessalonique et à Athènes et participe à des expositions collectives en Grèce et à l'étranger,,. En 1971, il devient boursier de la Fondation Ford. Il meurt en 1984, à l'âge de 54 ans. 
Le motif principal de son œuvre est la représentation du paysage urbain de Thessalonique. Pendant la période de la Junte, et plus précisément à partir de 1969, la figure humaine est davantage représentée dans ses œuvres. Par la suite, il réalise une série d'œuvres sur le thème de Santorin et s'intéresse également aux natures mortes.
Ses œuvres se trouvent à la Pinacothèque nationale d'Athènes, à la Galerie municipale de Thessalonique (Villa Bianca), à la Galerie municipale de Lárissa, au MOMus Contemporain, à la Fondation d'art « Tellóglion », à la Société artistique macédonienne « Téchni », au ministère de la Macédoine et de la Thrace, ainsi que dans des collections privées,.